# Histoire et sources des mondes antiques
 (avril 2024).
Si vous disposez d'ouvrages ou d'articles de référence ou si vous connaissez des sites web de qualité traitant du thème abordé ici, merci de compléter l'article en donnant les références utiles à sa vérifiabilité et en les liant à la section « Notes et références ».
Histoire et sources des mondes antiques (HISOMA) est une unité mixte de recherche (UMR 5189) créée en 2003. Cette unité est l'une des quatre composantes de la Maison de l'Orient et de la Méditerranée (MOM).
Elle a comme tutelles l'École normale supérieure de Lyon, l'université Jean-Moulin-Lyon-III, l'université Jean-Monnet-Saint-Étienne, l'université Lumière-Lyon-II et le Centre national de la recherche scientifique.
Le laboratoire est né du regroupement progressif, au cours de ces quinze dernières années, d'instituts universitaires et d'équipes Centre national de la recherche scientifique : l'Institut Fernand-Courby, l'Institut des Sources Chrétiennes, Romanitas, le Centre Jean-Palerne et ainsi que le Centre d'études et de recherches sur l'Occident romain (CEROR) depuis 2011.
En 2021, l'HISOMA comptait 79 personnes dans ses effectifs.

## Histoire
Il est l'un des laboratoires constitutifs de la Fédération de Recherche « Maison de l'Orient et de la Méditerranée Jean Pouilloux ». Il regroupe environ 80 chercheurs, enseignants-chercheurs, post-doctorants, ingénieurs et administratifs, rattachés à l'une des cinq tutelles (CNRS, Université Lumière Lyon 2, Université Lyon 3, Université de Saint-Etienne, ENS de Lyon), 90 doctorants et une quarantaine de chercheurs associés.

## Focus
Les recherches qui y sont menées concernent les mondes anciens, abordés à travers les disciplines spécialisées des Sciences de l'Antiquité que sont l'archéologie, l'histoire, les études littéraires, la philologie, l'épigraphie, la numismatique, l’iconographie, sur une très longue période qui s'étend de l'Ancien Empire pharaonique à la fin de l'Antiquité tardive, et dans un espace géographique cohérent qui correspond principalement aux civilisations de la Méditerranée antique.

## Activités
Les activités du laboratoire sont d'abord des activités de terrain, liées aux prospections et aux fouilles archéologiques, pour l'essentiel dans le bassin oriental de la Méditerranée, mais aussi en Occident. Ses membres ont donc des chantiers en Grèce continentale (Thessalie, Béotie, Delphes) et insulaire (Délos), en Albanie, à Chypre, dans les différents pays du Proche et du Moyen-Orient (Égypte, Jordanie, Liban, Syrie). Fidèles à une longue tradition de la Maison de l’Orient, des chercheurs poursuivent aussi des recherches sur les contacts avec la Mer  Rouge et l’Océan Indien dans l’Antiquité. Ces travaux s’appuient sur des collaborations et des partenariats avec de nombreuses institutions de recherche et universités en France ou dans les pays d'accueil (en particulier avec les Écoles françaises et Instituts français de recherche à l’étranger : EfA, EfR, IFAO, IFPO, EfEO), qui garantissent aux chercheurs une recherche de première main sur de très nombreux sites archéologiques, et qui les place à la source même du renouvellement des connaissances dans plusieurs secteurs de pointe de la recherche dans le domaine des Sciences de l’Antiquité.
Les chercheurs du laboratoire s'intéressent également à différents types de textes : œuvres grecques et latines de toutes les périodes de l'Antiquité et relevant de tous les genres littéraires, mais avec une prédilection pour les textes poétiques et les ouvrages traitant de médecine ancienne et de grammaire antique ; ouvrages des Pères de l'Église en grec, en latin, mais aussi en d'autres langues du Proche-Orient (syriaque, arabe, arménien), des origines jusqu'au Moyen Âge ; documents épigraphiques gravés en grec, en latin, en étrusque et autres langues de l'Italie antique, ou dans des langues sémitiques (palmyrénien, araméen), en sanskrit, ou encore en caractères hiéroglyphiques.
En s’appuyant tout autant sur les textes que sur la documentation archéologique, le laboratoire produit en particulier des travaux d’histoire qui cherchent à mieux faire connaître divers aspects, en particulier religieux et institutionnels, de l'histoire de la Méditerranée, depuis la fin de l'âge du Bronze jusqu'au VIIe siècle de notre ère.
Plusieurs séries de publications sont sous la responsabilité scientifique de membres du laboratoire, dont la collection des Sources Chrétiennes, les Inscriptions grecques et latines de la Syrie, ainsi que les revues électroniques Eruditio Antiqua, Aitia, Interferens, Syntaktika. Cet engagement dans l’édition de sources antiques, qu’il s’agisse de corpus épigraphiques ou de manuscrits littéraires, a conduit le laboratoire HiSoMA à poursuivre des recherches dans le domaine des Digital Humanities, en menant une réflexion épistémologique et dialectique qui confronte l’histoire des pratiques éditoriales et les modalités contemporaines de publication.

## Membres (liste non-exhaustive)
- Catherine Abadie-Reynal
- Véronique Chankowski
- Dominique Gonnet
- Jérôme Maucourant
- Gilles Van Heems